# 朴良載
朴 良載（パク・ヤンジェ、朝鮮語: 박양재、1913年6月3日 - 没年不詳）は、大韓民国の政治家。第2代韓国国会議員。

## 経歴
全北完州出身。明治大学法学科卒。金融組合理事を務めた。1950年の第2代総選挙に完州郡甲選挙区から無所属で出馬し当選した。その後は自由党に入党した。